# Phyllocnistis titania
Phyllocnistis titania là một loài bướm đêm thuộc họ Gracillariidae, known from Sumatra, Indonesia. Ấu trùng ăn Premna tomentosa.